# Гребёнкин, Никита Сергеевич
Ники́та Серге́евич Гребёнкин (род. 2 мая 2003, Серов, Свердловская область) — российский хоккеист, нападающий хоккейного клуба НХЛ «Филадельфия Флайерз». Обладатель Кубка Гагарина 2024 года в составе магнитогорского «Металлурга». Мастер спорта России (2025).

## Биография
В 2010 году сделал первые шаги на льду в родном городе Серове, под руководством тренера Анашина О. Ю., где и начал принимать участие в товарищеских турнирах, становясь неоднократно лучшим игроком турниров. Далее в сезоне 2012/13 принимал участие в товарищеских турнирах в  составе «Юности» (Екатеринбург). С сезона 2013/14 года начал официальные матчи— в магнитогорском «Металлурге». В сезонах 2020/21 — 2021/22 выступал в команде МХЛ «Стальные лисы». 8 декабря 2021 года дебютировал в КХЛ, сыграв 54 секунды в домашнем матче «Металлурга» против «Куньлуня» (6:4). После начала сезона 2022/23 был отдан в годичную аренду в хабаровский «Амур», за который сыграл 45 матчей. В сезоне 2023/24 стал игроком основного состава магнитогорского «Металлурга».
На драфте НХЛ 2022 года был выбран в 5-м раунде под общим 135-м номером клубом «Торонто Мейпл Лифс».
В сезоне КХЛ 2023/24 стал обладателем Кубка Гагарина в составе хоккейного клуба «Металлург». В регулярном чемпионате провёл 67 матчей и набрал 41 (19+22) очко. В плей-офф сыграл 23 матча и набрал 6 (3+3) очков.
В апреле 2024 года подписал трёхлетний контракт новичка с «Торонто Мейпл Лифс» на общую сумму $2,6 млн. Сезон 2024/25 начал в АХЛ за фарм-клуб «Торонто Марлис». Дебютировал в НХЛ 21 ноября 2024 года в матче против «Вегас Голден Найтс», результативными действиями не отметился.
В марте 2025 года был обменян в «Филадельфия Флайерз» на Скотта Лоутона и драфт-пики.

## Достижения

### Командные
- Обладатель Кубка Гагарина: 2024[12]

### Личные
- Лучший новичок сезона КХЛ: 2022/23